# Thái Bá Đạt
Thái Bá Đạt (sinh ngày 23 tháng 3 năm 2005) là một cầu thủ bóng đá chuyên nghiệp người Việt Nam thi đấu ở vị trí tiền vệ cho câu lạc bộ PVF-CAND tại V.League 2 và Đội tuyển bóng đá U-23 quốc gia Việt Nam.

## Tiểu sử
Sinh ra ở tỉnh Thanh Hóa, Bá Đạt bắt đầu sự nghiệp cầu thủ trẻ của mình khi chơi cho câu lạc bộ Viettel Sầm Sơn ở địa phương. Vào năm 2014, sau khi tham dự vòng loại Giải bóng đá U-11 quốc gia, Bá Đạt đã nhận được sự chú ý từ huấn luyện viên Nguyễn Duy Đông của U-15 PVF. Được sự đồng ý của cha mẹ, Bá Đạt gia nhập Trung tâm đào tạo bóng đá trẻ PVF. Năm 2020, Bá Đạt cùng đội bóng giành chức vô địch Giải U-15 Quốc gia. 2 năm sau, năm 2022, với tư cách là đội trưởng đội U-17 PVF, Bá Đạt đã đưa đội bóng giành chức vô địch Giải bóng đá Vô địch U-17 Quốc gia Việt Nam. Anh là vua phá lưới của giải với 5 bàn thắng và giành danh hiệu "Cầu thủ xuất sắc nhất giải đấu". Màn trình diễn của anh tại giải đấu khiến anh trở thành một trong những tiền vệ trẻ triển vọng nhất theo đánh giá của truyền thông Việt Nam.

## Sự nghiệp câu lạc bộ
Bá Đạt thi đấu cho PVF tại Giải bóng đá hạng Nhì Quốc gia Việt Nam trong mùa giải 2022 và 2023, nơi PVF cán đích ở các vị trí thứ 7 và thứ 4 chung cuộc.
Vào ngày 5 tháng 11 năm 2023, Bá Đạt có trận ra mắt chuyên nghiệp cho câu lạc bộ PVF-CAND, trong trận hòa 0–0 trước SHB Đà Nẵng tại V.League 2. Tiếp đó, vào ngày 3 tháng 12 năm 2023, anh đã ghi một cú đúp giúp đội nhà có được trận hòa 2–2 trước Long An.

## Sự nghiệp quốc tế
Vào tháng 3 năm 2022, Bá Đạt tham gia tập huấn tại Đức với U-17 Việt Nam và thi đấu một số giao hữu với đội trẻ của các câu lạc bộ Bundesliga.
Đầu năm 2023, Bá Đạt có tên trong danh sách 23 cầu thủ của U-20 Việt Nam tham dự Cúp bóng đá U-20 châu Á 2023, nhưng không xuất hiện trong bất kỳ trận đấu nào còn Việt Nam dừng bước ngay từ vòng bảng.
Vào tháng 8 năm 2023, anh được triệu tập lên đội tuyển U-23 Việt Nam và tham dự vòng chung kết Giải vô địch bóng đá U-23 Đông Nam Á 2023. Anh đá chính lần đầu tiên trong trận gặp U-23 Lào tại vòng bảng. Bá Đạt tiếp tục xuất hiện trong trận chung kết với Indonesia, khi anh vào sân thay cho Nguyễn Minh Quang ở hiệp phụ. Hai đội kết thúc với tỷ số hòa không bàn thắng sau 120 phút và phải bước vào loạt đá luân lưu. Bá Đạt đã thực hiện thành công lượt sút thứ 6, qua đó giúp Việt Nam giành chức vô địch U-23 Đông Nam Á lần thứ 2 liên tiếp.

## Danh hiệu

### Câu lạc bộ
PVF
- Giải bóng đá Vô địch U-15 Quốc gia Việt Nam: 2020
- Giải bóng đá Vô địch U-17 Quốc gia Việt Nam: 2022
- Giải bóng đá Vô địch U-21 Quốc gia Việt Nam: 2023

U-23 Việt Nam
- Giải vô địch bóng đá U-23 Đông Nam Á: 2023

### Cá nhân
- Cầu thủ xuất sắc nhất Giải bóng đá Vô địch U-21 Quốc gia: 2023